# Anna Zadrożyńska
Anna Jadwiga Zadrożyńska-Barącz (31. května 1938 Varšava – 30. března 2014) byla polská etnoložka, profesorka na Institutu etnologie a kulturní antropologie na univerzitě ve Varšavě, autorka děl o svátečních zvycích a tradicích.

## Životopis
V roce 1972 získala titul doktora humanitních studií v oboru etnologie za Motywy zawarcia i oceny małżeństwa a system wartościowania współczesnych społeczności wiejskich w Polsce (vedoucí Witold Dynowski). V roce 1983 habilitovala s Homo faber i homo ludens. Etnologiczny szkic o pracy w kulturach tradycyjnej i współczesnej. V roce 2002 obdržela titul profesora.
V roce 2001 byla vyznamenána rytířským křížem Řádu znovuzrozeného Polska.

## Dílo
- Tradycje świąt dorocznych, 1997
- Światy, zaświaty. O tradycji świętowań w Polsce, 2000
- Targowisko różności. Spojrzenie na kulturę współczesną, 2001
- Świętowania polskie. Przewodnik po tradycji, 2002
- Damy i galanci. O polskich zwyczajach towarzyskich, 2004